# Cernavodă
Cernavodă er en by ved Donau i distriktet Constanţa i Rumænien. Navnet stammer fra bulgarsk og betyder "sort vand." I 1895 blev en bro åbnet over Donau – den længste i Europa på det tidspunkt.
Rumæniens eneste atomkraftværk findes i Cernavodă.